# كينيث كراج
كينيث كراج (بالإنجليزية: Kenneth Cragg)‏ (و. 1331 هـ / 1913 م) هو قسيس وأستاذ جامعي بجامعة تكساس و مستشرق أمريكي تخصص في دراسة العالم الإسلامي.
من آثاره كتاب «دعوة المئذنة» The Call of the Minaret والذي صدر عام 1956 م.